# مت رییس
مت رییس (انگلیسی: Matt Reis؛ زادهٔ ۲۸ مارس ۱۹۷۵) یک بازیکن فوتبال اهل ایالات متحده آمریکا است.
وی همچنین در تیم ملی فوتبال ایالات متحده آمریکا بازی کرده‌است.